# María de Villota

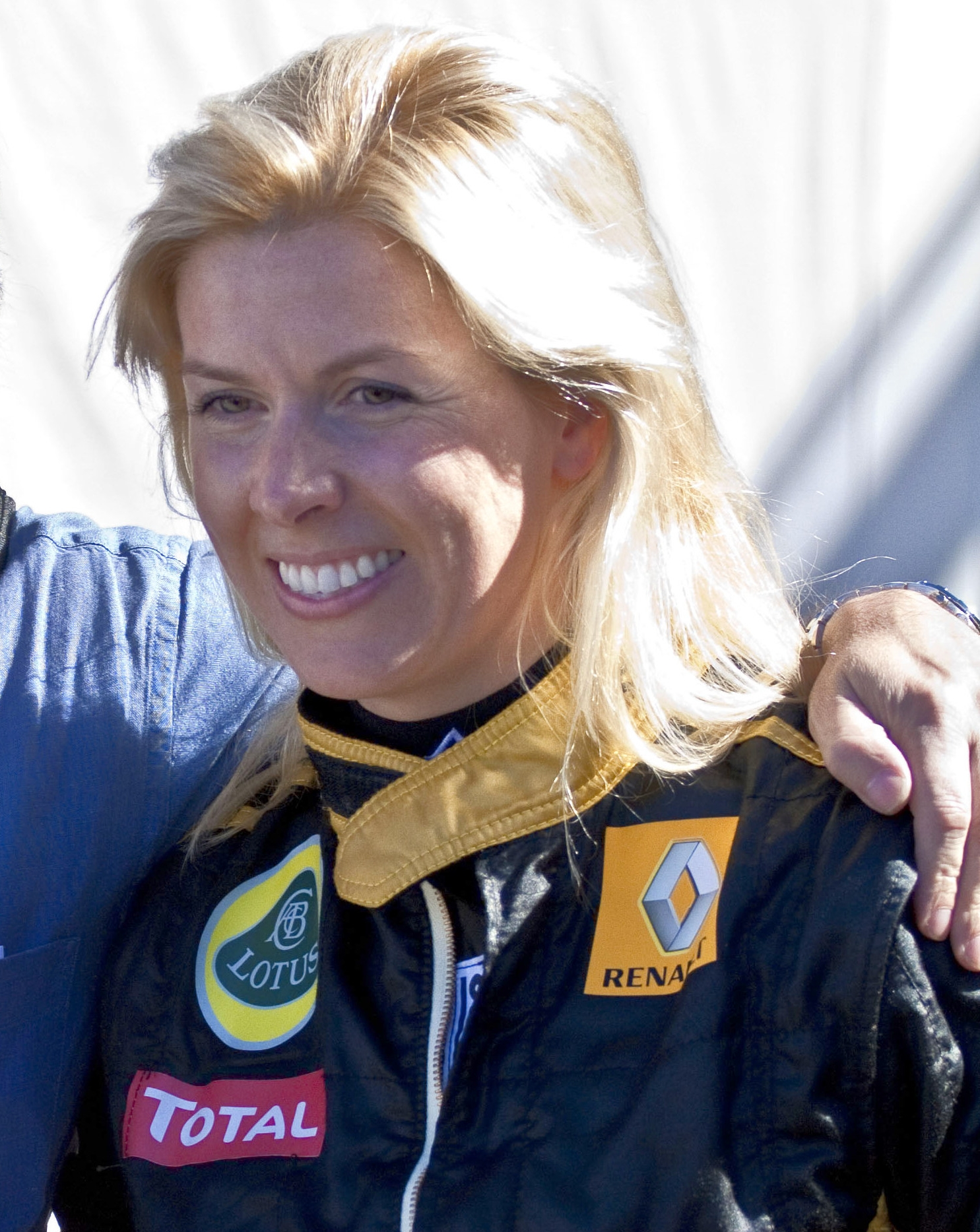

María de Villota Comba (Madrid, 13 januari 1979 – Sevilla, 11 oktober 2013) was een Spaanse autocoureur. 

## Biografie
Ze was de dochter van voormalig Formule 1-rijder Emilio de Villota en de zus van Emilio de Villota jr.
De Villota heeft deelgenomen aan de Superleague Formula bij het team van Atlético Madrid. Verder nam ze ook deel aan het World Touring Car Championship en de ADAC Procar Series.

### Formule 1
Op 18 augustus 2011 bevestigde Lotus Renault GP dat De Villota haar Formule 1-testdebuut zou maken in een Renault R29 op het Circuit Paul Ricard. Ze bevestigde dat ze in gesprek was met Lotus Renault over een rol als derde coureur. Op 7 maart 2012 werd bekend dat De Villota in 2012 derde coureur is bij het team van Marussia.

### Ongeluk
Op 3 juli 2012 raakte De Villota even na 10 uur 's ochtends (Nederlandse tijd) betrokken bij een zware crash tijdens een testrit op het Engelse Duxford Airfield. Tijdens het testen kwam de bolide die zij bestuurde in botsing met een stilstaande vrachtwagen. De Villota werd in kritieke toestand naar het Addenbrookes Hospital gebracht voor verdere behandeling, waar haar rechteroog werd verwijderd.

### Overlijden
Rond 7:30 uur in de ochtend van 11 oktober 2013 werd De Villota op 33-jarige leeftijd dood gevonden in haar hotelkamer in Sevilla. Pogingen om haar te reanimeren mochten niet meer baten. Uit forensisch onderzoek bleek dat neurologische gevolgen van het ongeluk in juli 2012 de vermoedelijke doodsoorzaak zijn geweest.
Op 14 oktober zou zij haar biografie "Life Is a Gift" presenteren.